# Althenia orientalis
Althenia orientalis es una especie de planta herbácea perteneciente a la familia Potamogetonaceae.

## Descripción
Es una planta herbácea con rizomas con escamas o sin escamas internodales. Los tallos erectos de hasta 25 cm de altura. Las hojas de 20-40 x 0,15 mm, con 1 solo nervio central. Con vainas membranosas sin nervio central. Vainas membranosas sin nervios, auriculadas, libres en la parte superior. Las flores masculinas con pedicelo de 2-4 mm; periantio de 0,15-0,25 mm; antera de 0,8-1 mm, subelipsoidea. El fruto en forma de aquenios con podocarpo de 0,6-0,9 mm; cuerpo del aquenio de 1,4-1,8 x 0,6-0,8 mm, de ovado a elíptico, con 2 pequeñas alas laterales o sin alas; pico del aquenio de 1,5-2,8 mm.

## Distribución y hábitat
Se encuentra en saladares de marismas y lagunas someras; a una altitud de 0-960 m. al oeste de la región Mediterránea (SW y SE de Francia, península ibérica, Norte de África, sur de Italia, Yugoslavia, Baleares, Córcega, Cerdeña y Sicilia) y región Irano-Turánica (sur de Rusia, Caspio, S de Anatolia y S de Irán).

## Taxonomía
Althenia orientalis fue descrita por (Tzvelev) García-Mur. & Talavera y publicado en Lagascalia 14: 108, en el año 1986.
Variedades aceptadas
- Althenia orientalis subsp. betpakdalensis (Tzvelev) García-Mur. & Talavera

Citología
Número de cromosomas de Althenia orientalis (Fam. Zannichelliaceae) y táxones infraespecíficos: 2n=14
Sinonimia
- Althenia filiformis subsp. orientalis Tzvelev basónimo[4]
- Althenia baetica Gand.
- Althenia filiformis subsp. betpakdalensis Tzvelev
- Althenia occidentalis Gand.
- Althenia orientalis subsp. betpakdalensis (Tzvelev) García-Mur. & Talavera
- Althenia tenuicula Gand.[5]